# Jens Severin Wartberg
Jens Severin Wartberg (døbt 10. november 1697 – 11. september 1749) var en dansk generalprokurør.
Wartberg, en søn af vejermester på Holmen Peter Wartberg og Maria Bentsen, blev døbt i Holmens Kirke 10. november 1697. Han blev student 1713, teologisk kandidat 1717, sekretær i Danske Kancelli 1723, arkivsekretær sammesteds 1736, assessor (dommer) i Højesteret 1734 og generalprokurør 1739. Thomas Overskou omtaler ham som en jovial, meget dannet mand, omgangsven af Ludvig Holberg, der fortjener at erindres som den første direktør for Den danske Skueplads på Kongens Nytorv efter privilegierne af 29. december 1747, hvilken stilling han ved Holbergs indflydelse kom til at beklæde. I det vigtige embede som generalprokurør fik han af og til lejlighed til at udvise mere følelse for den dengang undertrykte bonde end flertallet af de højere embedsmænd. Han udnævntes 1747 til etatsråd og døde pludselig 11. september 1749 i sin vogn på hjemvejen fra et taffel, hvilket gav anledning til en rimet diskussion, som siden blev trykt i Knud Lyne Rahbeks Tritogenia. Han var ugift.